# Tourisme à La Réunion
 (décembre 2018).

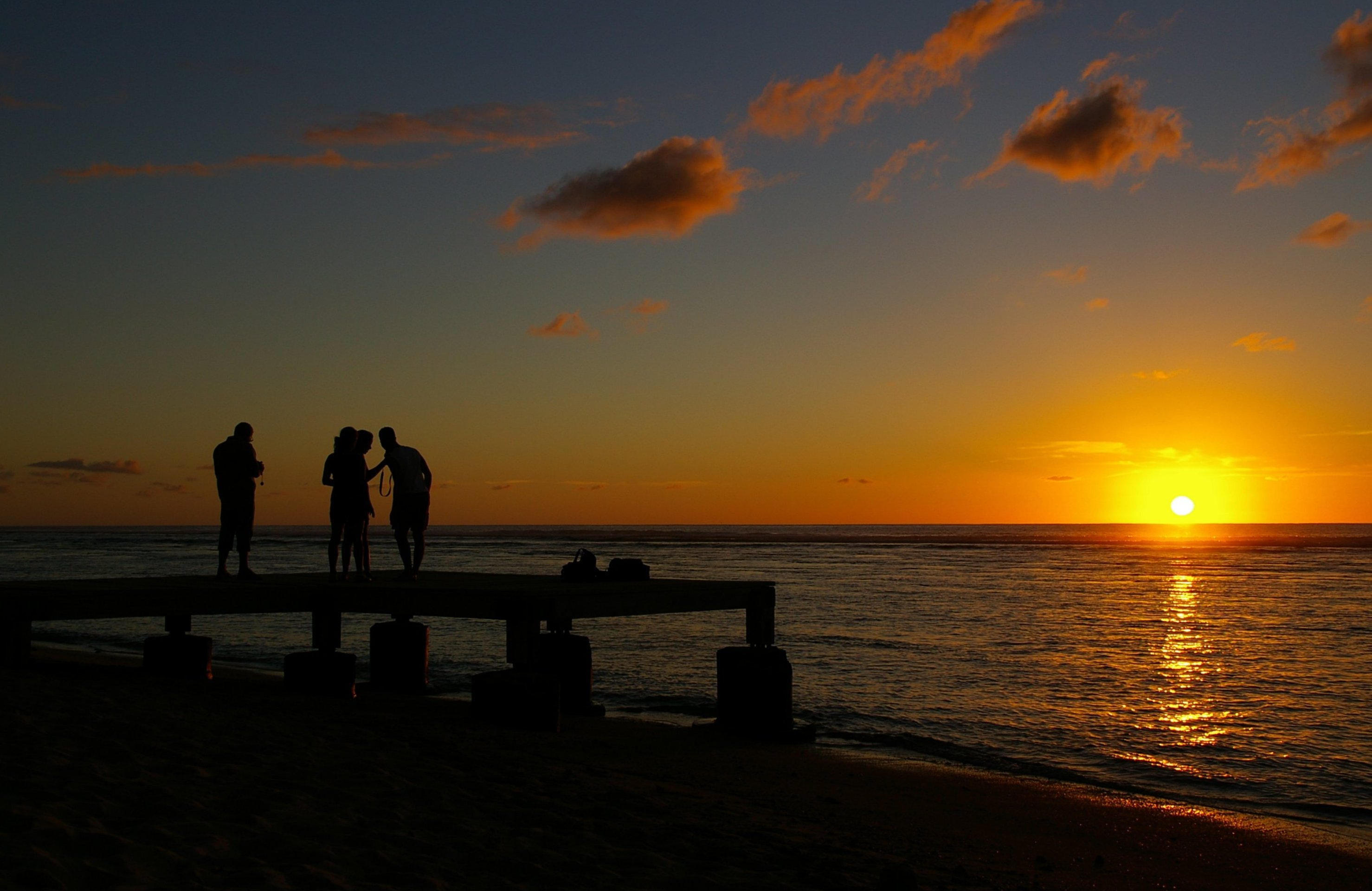
Des touristes prenant des photos du coucher du soleil sur la plage de L'Hermitage.

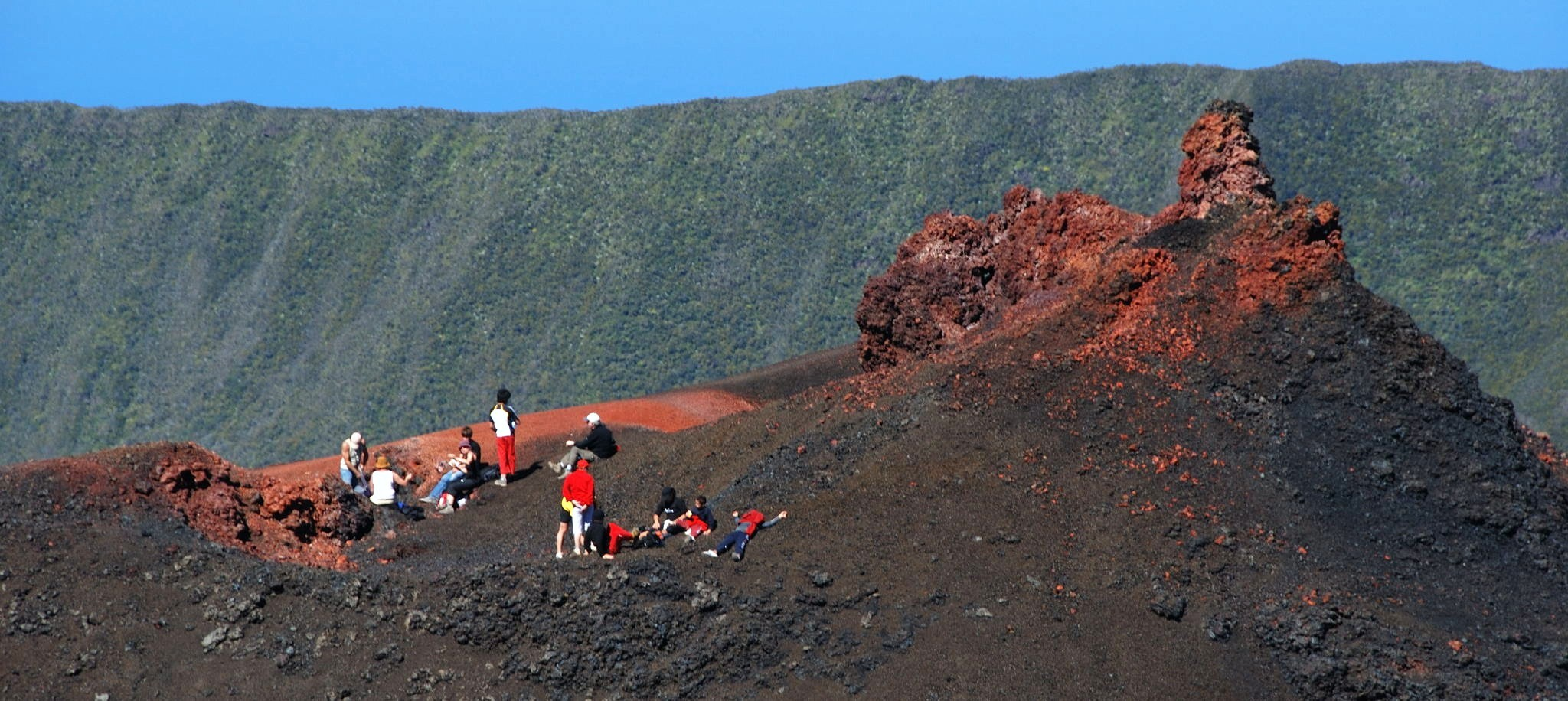
Randonneurs sur un cône volcanique de La Réunion.

Le tourisme est une activité essentielle sur l'île de La Réunion. Située dans l'archipel des Mascareignes, dans le sud-ouest de l'océan Indien, celle-ci est à la fois un département d'outre-mer français et une région ultrapériphérique de l'Union européenne.

## Histoire

### De la découverte de l'île à la départementalisation

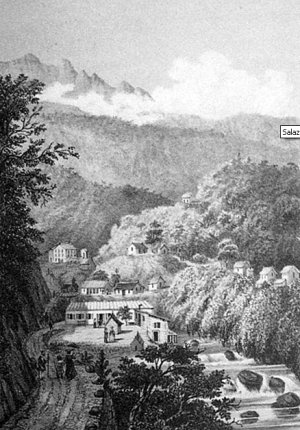
Sur le chemin des thermes de Salazie au milieu du XIXe siècle, Antoine Roussin, Album de la Réunion

Inhabitée jusqu'au milieu du XVIIe siècle, difficilement accessible avant l'apparition de l'aviation commerciale, l'île reste longtemps à l'écart des circuits touristiques.
Dans l'île même, les déplacements sont aussi problématiques. Jusqu'à l'inauguration du tronçon de chemin de fer entre Saint-Denis et Saint-Pierre en 1882, il faut presque deux jours pour se rendre de la première à la seconde. Seuls des marcheurs intrépides font l'excursion de plusieurs jours qui mène au volcan en activité, le Piton de la Fournaise. Les familles créoles de l'ouest explorent des sites plus accessibles mais encore sauvages comme celui du Bernica ou de la Ravine Saint-Gilles, chantés par  Leconte de Lisle. L'Album de l'île, qui est publié sous forme d'une série de fascicules dès 1857 par le peintre Antoine Roussin, réunionnais d'adoption, donne une idée des paysages et des sites les plus populaires de l'île dans la seconde moitié du XIXe siècle.
L'apparition du thermalisme au XIXe siècle développe une petite activité touristique en direction d'une clientèle réunionnaise aisée. Les curistes séjournent dans l'élégante station de Hell-Bourg puis, à partir de 1882, à Cilaos.

### De la départementalisation aux années 1990
En 1946, La Réunion devient un département français. Dès la fin de la guerre, des liaisons aériennes régulières mettent La Réunion à trois journées seulement de la métropole.
En 1963, la Réunion ne possède que 4 hôtels de tourisme, et reçoit 3000 visiteurs. Quelques groupes tentent leur chance, le Club Méditerranée dans la première moitié des années 1970, Novotel en 1976. Il faut cependant attendre la dérèglementation du trafic aérien (dans les années 1983-86) et la fin du monopole d’Air France ou de l’UTA pour que le tourisme commence à se développer. En 1989, l'île se dote d'une structure spécifique, le Comité du tourisme de la Réunion, ou CTR. C'est au cours des années 1990 que le tourisme devient une des ressources économiques importantes de l'île.

### 1990-2004: le grand boom touristique

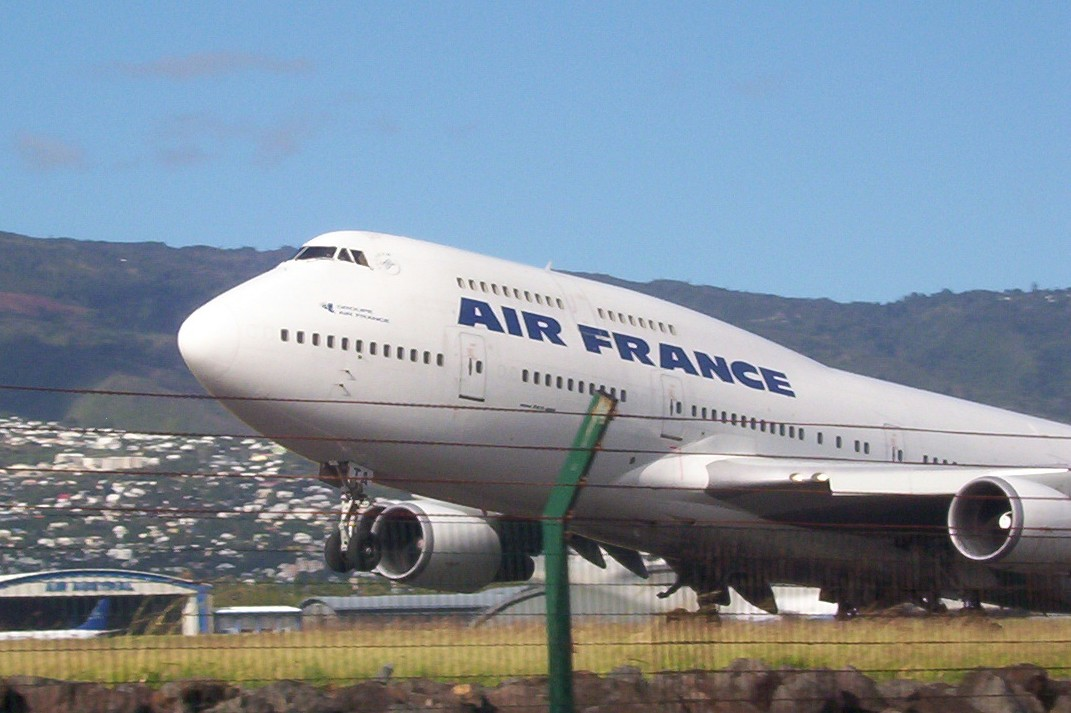
Gros porteur d'Air France au décollage sur la piste de l'aéroport de La Réunion Roland-Garros construite dans les années 1990.

En 2000, le chiffre d'affaires du tourisme dépasse celui de l'industrie sucrière locale, et les autorités sont confrontées à de nouveaux problèmes : la gestion du foncier et l'articulation du tourisme sur la culture locale. Comment « aider au développement sans détruire le fonds de commerce, à savoir paysages et culture locale »?.
En effet les initiatives commencent à se multiplier, témoigne l'ouverture de meublés de vacances dans l'ouest de l'île. En 2001, plusieurs communes élaborent le concept des Villages créoles, afin de valoriser la diversité du patrimoine réunionnais. Quinze villages vont ainsi mettre en avant leur spécificité. Pour Bourg-Murat, c'est vivre aux portes du volcan; pour l'Entre-Deux, ce sont les maisons et cases créoles. Une charte de qualité « Réunion Qualité Tourisme » a été élaborée en 1995 et récompense les meilleurs prestataires de l'hébergement et de la restauration. En 2002, 70 établissements ont rejoint le palmarès des « chartés ».
La Réunion accueille 426 000 touristes en 2002 et se classe au cinquième rang des destinations lointaines choisies par les Métropolitains. Les activités touristiques se concentrent surtout au nord et aux plages de l'ouest. Les succès du secteur encouragent les municipalités jusqu'ici peu concernées par cette nouvelle manne, par exemple Saint-Louis ou Sainte-Suzanne, à prendre des initiatives pour attirer les touristes, autant extérieurs qu'intérieurs,. Le gouvernement intervient lui aussi pour soutenir le développement du tourisme outre-mer en lançant en 2003 la campagne « la France des trois océans », tandis que l'Insee note un progrès des recettes touristiques à La Réunion malgré les tensions internationales qui affectent le trafic aérien.
Lorsque la région Réunion publie en 2004 le texte du Schéma de développement touristique de La Réunion, l'heure est à l'optimisme : l'île a accueilli 430 000 touristes extérieurs, générant 6 000 emplois dans le secteur, « 6,5 % de l’emploi salarié marchand total »,. En 2004, à l'initiative du Comité du tourisme de la Réunion (CTR), La Réunion participe au salon gay européen Rainbow Attitude en faisant la promotion du tourisme gay-friendly ; un site web destiné à cette même clientèle est créé (www.la-reunion-gayfriendly.org).
À partir de janvier 2005, la région devient l'acteur institutionnel principal du tourisme sur l'île à la suite du transfert des compétences du département. En mars 2005, le conseil régional propose l'objectif ambitieux de dépasser le million de touristes en 2020. En octobre 2005, La Réunion héberge les sixièmes assises du tourisme dans les DOM et conclut avec Maurice, l'île sœur, un partenariat visant à promouvoir les Mascareignes comme destination touristique.
La clientèle se distingue par l'importance du nombre de touristes affinitaires, c'est-à-dire venus pour voir de la famille ou des amis résidant sur place[réf. nécessaire].

### 2005-2006: La crise
Les premiers indicateurs de la crise apparaissent en 2005 avec des chiffres qui témoignent d'un fléchissement de l'activité dans le secteur du tourisme, qui doit faire face, selon l'Insee, à une concurrence de plus en plus forte. La crise est globale et affecte les autres départements d'outre-mer[réf. souhaitée]. Une série d'accidents contribuent à ternir l'image de la destination Réunion. Fin 2004, c'est la mise en liquidation d'Air Bourbon, qui laisse des vacanciers bloqués sur l'île, tandis que 7 000 voyageurs attendront en vain le remboursement de leurs billets. La foudroyante épidémie de chikungunya qui débute fin 2005 et connaît un pic en janvier 2006 a un effet dissuasif sur les visiteurs, les recettes touristiques extérieures diminuant de 27 %, tandis que l'emploi est durement frappé dans l'hôtellerie.
Les professionnels se tournent vers la métropole pour obtenir de l'aide. Trois mois plus tard, à peine 3 millions sur les 60 millions d'euros débloqués ont atteint leurs destinataires. Les groupes de stature internationale comme Bourbon ou Accor sont exclus du dispositif d'aide en raison de la règlementation européenne; les acteurs locaux, eux, peinent à constituer des dossiers.
Le gouvernement Villepin promet 4,5 millions pour relancer le tourisme. Un plan de relance de la destination Réunion est annoncé pour septembre 2006, date à laquelle, à l'invitation de Bertrand Delanoë, maire de Paris, La Réunion se lance dans une opération de communication sur le parvis de l'hôtel de ville, dans l'espoir de relancer la destination auprès des métropolitains, des réunionnais exilés et des touristes étrangers séduits par le punch et les samoussas du village créole. La campagne en France métropolitaine est relayée par les médias écrits et la télévision, ainsi que par l'Internet. Il est également prévu un budget de 800 000 euros (à la charge majoritairement du CTR) pour mieux faire connaître la destination Réunion en Allemagne, en Belgique et en Suisse.
Dans le même temps, l'agence Odit France est chargée par le premier ministre d'établir un rapport analysant les forces et les faiblesses de l'offre touristique réunionnaise.
Fin 2006, le Journal de l'île publie un article qui avoue que les problèmes conjoncturels masquent en fait de véritables problèmes structurels dans cette branche. Mauvais ciblage de la clientèle, positionnement flou du « produit Réunion » sur le marché, handicaps multiples, naturels et structurels, face à la concurrence qui se développe dans l'océan Indien, le rapport d'Odit donne une autre image de la crise.
L'Insee a constaté une reprise du tourisme en 2007 avec la fin de l'épidémie, mais avec 380 500 touristes, ayant dépensé environ 293 millions d'euros, le niveau d'avant 2006 n'est pas encore atteint.

### Entre 2007 et 2014: efforts et perspectives
Si les chiffres du dernier trimestre 2007 témoignent d'une certaine reprise du tourisme, ils n'atteignent cependant pas ceux de 2005, selon l'Insee qui note les bonnes performances des hôtels 4 étoiles alors que les hôtels de 0 à 2 étoiles voient leur fréquentation chuter pratiquement de moitié. Au mois de mars 2008, l'Insee notait la poursuite de cette tendance.
Le Comité du Tourisme de la Réunion (CTR), présidé par Jocelyne Lauret, est liquidé et remplacé par un Comité Régional de Tourisme nommé Île de La Réunion Tourisme et présidé par Pierre Vergès. Le 1er octobre 2008, la Maison de la Montagne et de la Mer, équivalent d'un Comité Départemental de Tourisme, qui commercialise l'offre touristique diffuse (gîtes notamment), intègre IRT.
En août 2008, les chiffres des six premiers mois accusent une hausse par rapport à la même période en 2007 (+ 5,8 %), mais restent loin des résultats atteints en 2005.
Aux Assises du Tourisme outre-mer, tenues le 21 novembre 2008 à Paris, une "charte de destination" est signée entre l'Etat, la Région et le Département. JY Jego annonce l'organisation d'un groupe de travail sur les visas, l'extension du travail effectué sur la Réunion aux autres territoires d'outre-mer, la mise en place d'une plate-forme Internet (promotion et place de marché) sur l'outre-mer français (en fait, il s'agit très certainement de la plate-forme existante de Maison de la France) et le développement des vols "low cost". En outre, chaque visiteur se verrait remettre un passeport "écotouriste". Lors de ces Assises, les interventions (présentation de la stratégie du club Med, du groupe Accor, etc.) ont été axées sur les fondamentaux du tourisme (segmentation nécessaire de la clientèle) et le développement d'Internet. Les participants ont cependant déploré que la clientèle métropolitaine apparaisse encore comme le principal marché d'avenir des destinations ultra-marines.

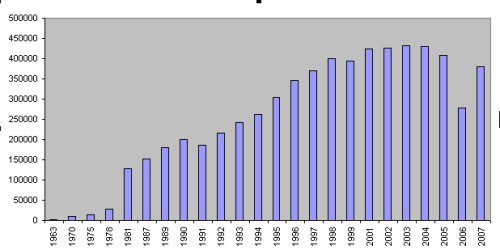
Nombre de touristes entrant annuellement à la Réunion entre 1963 et 2007

Entre 2011 et 2014, plusieurs attaques de requins affectent le tourisme (-5 % de touristes en moins en 2012, -7 % en 2013).

### Depuis 2014: Tourisme en provenance de l'Europe
En 2014, 405 700 touristes "étrangers" (non réunionnais) ont visité l'île. Les touristes en provenance de France métropolitaine représentent 78 %de ce chiffre.
Le nombre de touristes en provenance du reste de Europe augmente très fortement à un niveau sans précédent : 32 400 touristes européens (hors France) en 2014 soit près de 11 000 de plus par rapport aux années précédentes (+ 49 %). Cette augmentation est expliquée principalement par l'augmentation du nombre de visiteurs allemands, suisses et belges qui représentent 77 % des touristes du reste de l'Europe. Pour la première fois, le nombre de visiteurs allemands dépasse le seuil de 10 000.

## Aspects économiques
(décembre 2018).
Le tourisme est à la fois créateur d'emplois et source de revenus. Les principales dépenses effectuées par les touristes concernent d'abord l'hébergement et la restauration, puis viennent les loisirs et l'achat de souvenirs et de cadeaux. Cependant la Réunion offre un profil particulier.

### Clientèle

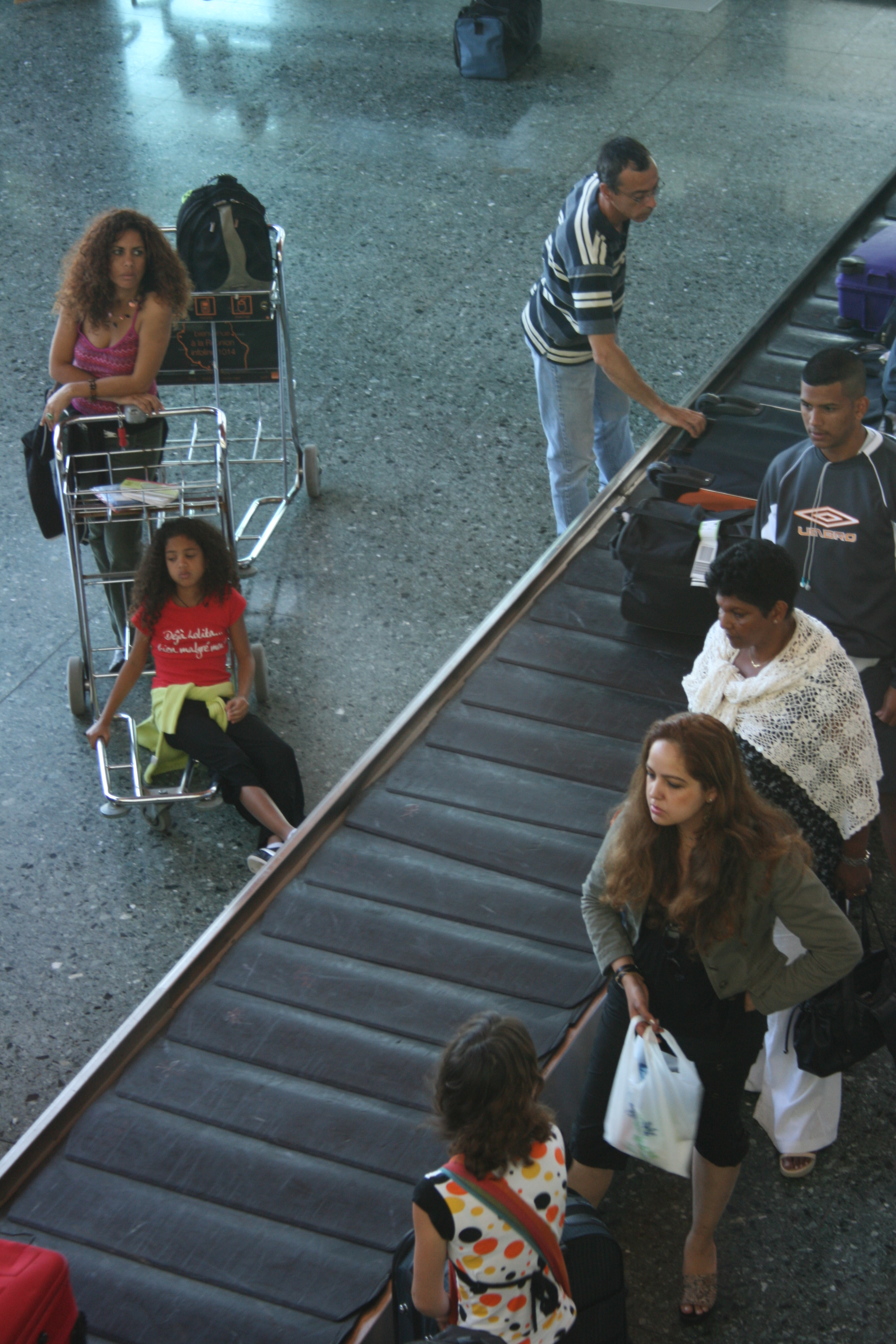
Voyageurs autour du carrousel à bagages de l'aéroport de La Réunion Roland-Garros.

Le tourisme affinitaire, avec des visiteurs venus de France métropolitaine, occupe la place la plus importante. En 2019, il attire 93,6% des touristes (soit 443 589 touristes) venus pour la plupart de France métropolitaine, devançant le tourisme d'affaires, qui concerne 6,2 % des visiteurs en 2019. En 2005, le tourisme européen, moins important, concerne notamment les Allemands et les voyageurs issus de pays francophones comme la Suisse et la Belgique. Enfin il existe un tourisme intérieur et un tourisme de proximité avec des visiteurs venus de Maurice, mais aussi de Madagascar et de l'Afrique du Sud que l'agence du développement de la réunion chiffre à 15 % du nombre de visiteurs. Les statistiques des arrivées dans les aéroports montrent que les arrivants extérieurs sont majoritairement seuls, en couple et plus rarement à trois. La Réunion n'est donc pas une destination familiale et n'a pas vocation à attirer un tourisme de masse.
Ne faisant pas partie de l'espace Schengen, La Réunion n'est pas soumise au même régime de circulation que la France métropolitaine. Les ressortissants d'un certain nombre de pays, notamment de l'Union européenne, peuvent s'y rendre avec un simple passeport en cours de validité, mais les autres doivent obtenir un visa spécifique, souvent difficiles à obtenir. La question des visas reste un point de désaccord entre l'état et la région, cette dernière souhaitant ouvrir les portes de l'île à des investisseurs indiens ou chinois, projet illusoire pour la préfecture qui recommande d'abord de consolider la destination auprès des Européens.
En 2009, une étude de l'Iedom et de l'Insee indique qu'en 2005 plus de la moitié des dépenses touristiques effectuées sur l'île étaient réalisés par la clientèle locale. Au total, les dépenses des touristes ont atteint 846 millions d'euros en 2005 dont 480 par la clientèle locale.
En 2019, 63 % du 1,8 milliard d'euros dépensés dans le tourisme à La Réunion provenaient de la clientèle locale, révèle une étude des Comptes économiques rapides de l'Outre-mer (Cerom, partenariat entre l'Institut d'émission des départements d'Outre-mer, l'Insee et l'Agence Française de Développement).
L'importance de la clientèle locale joue un rôle d'amortisseur de crises pour le tourisme réunionnais. En 2020 et 2021, au plus fort de la pandémie de Covid-19, le nombre de visiteurs extérieurs a chuté de plus de la moitié, alors que 534.000 arrivées touristiques avaient été comptabilisées à La Réunion en 2019. Les recettes touristiques ont baissé dans des proportions moindres. La restauration a perdu seulement 15 % de son chiffre d'affaires en 2020 et 6 % en 2021, par rapport à 2019. Dans l'hébergement, la baisse a atteint 37 % en 2020 et 15 % l'an passé : des pertes bien plus limitées que celles d'autres destinations touristiques.

### Le calendrier touristique
Les indicateurs de fréquentation touristique, basés notamment sur le nombre d'arrivées dans les aéroports, les locations de voiture et la fréquentation des sites touristiques, font ressortir deux pics touristiques majeurs, l'un en juillet-août, correspondant aux vacances scolaires d'été dans l'hémisphère nord et à l'hiver austral, l'autre en octobre-novembre correspondant au printemps austral.

### La géographie du tourisme

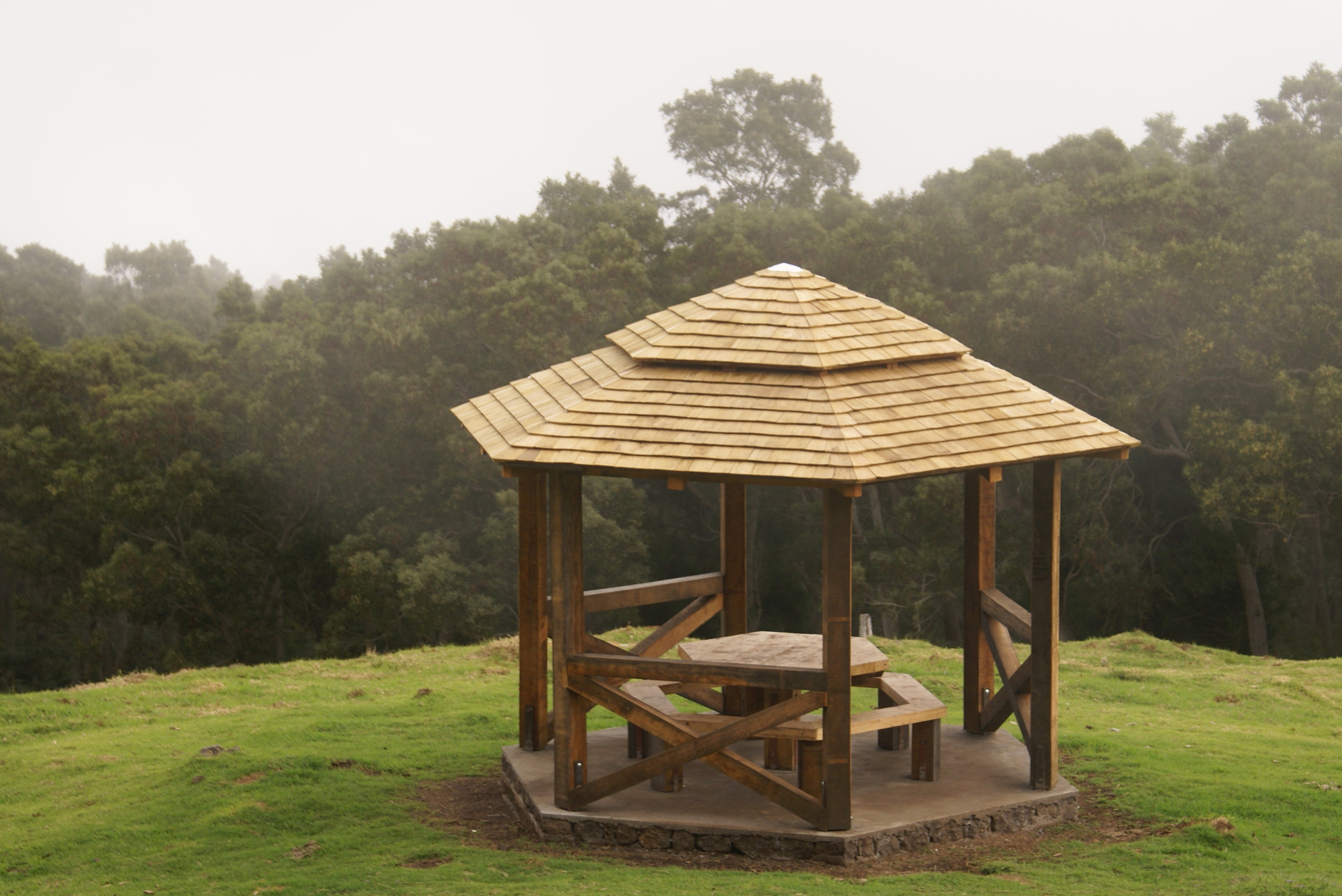
Kiosque touristique au Maïdo.

L'impact du tourisme varie beaucoup d'une commune à l'autre, voire à l'intérieur d'une même commune. En 2000, Saint-Denis, capitale de l'île, Saint-Paul et ses plages et Plaine des Palmistes apparaissent comme les zones les plus touristiques, suivies par Saint-Pierre, Cilaos et Saint-Leu. Viennent ensuite l'Entre-Deux, Salazie et Saint-Louis, les autres communes de l'île étant classées comme peu touristiques.
Le tourisme balnéaire (Saint-Gilles) dit tourisme bleu a été le moteur du développement de l'hôtellerie dans les années 1990 ; en raison du relief des côtes, il ne concerne pratiquement que l'ouest de l'île. Le développement d'un tourisme vert dans les hauts et dans les cirques (Salazie, Cilaos et Mafate) a entraîné l'apparition de meublés de tourisme, de gîtes et de chambres d'hôtes. Les difficultés de transport qui font le charme des destinations comme Mafate, accessible uniquement à pied, ont pour corollaire des difficultés de ravitaillement et l'impossibilité de développer des établissements haut de gamme. Alors que le Piton de la Fournaise est un des lieux les plus fréquentés de l'île, il n'existe aucune infrastructure touristique haut de gamme dans le sud, mis à part le Palm Hotel à Petite Ile. Le sud, le centre et l'est restent donc plutôt des régions d'excursion, et non de long séjours.

### L'emploi
En 2018, l'Insee chiffre à 13 500 le nombre des emplois liés au tourisme. L'hôtellerie restauration  vient en tête avec 35 % d'emplois, suivi par les transports intérieurs (13 %) et les activités récréatives de loisir (12 %). Ces emplois sont concentrés dans les régions les plus touristiques, notamment l'ouest et Saint-Paul. Depuis 2011, ces emplois sont en forte croissance, plus 37 % en 2018.

### Les dispositifs incitatifs
Les pouvoirs publics interviennent dans la promotion du tourisme réunionnais à travers les aides à l'investissement et les aides à l'exploitation. Zone européenne ultra-périphérique, La Réunion bénéficie en effet de mesures dérogatoires qui permettent d'obtenir jusqu'à 75 % du montant des crédits d'investissement productif sur des fonds publics.
L'Opération Programmée d'Aménagement et de Restructuration du Commerce, de l'Artisanat et du Tourisme (OPARCAT) définit ainsi l'aide  aux investissements de création, modernisation et rénovation, dont peuvent bénéficier les entreprises artisanales, touristiques et commerciales localisées dans les zones du Plan d'Aménagement des Hauts.
Des aides plafonnées au tourisme et à l'hôtellerie concernent le soutien aux entreprises de loisirs, ou à la création d'entreprises, le soutien au développement, à la création et à la rénovation du parc hôtelier.
Enfin un Fonds d'aide au conseil touristique (FACT) permet de financer des études de marché.

## Les acteurs

### Organismes
- Formation :
  - IUP tourisme : DEUG, licence et maîtrise
  - Master 2 professionnel Tourisme, patrimoine et territoires (Faculté des Lettres et des Sciences Humaines)
  - BTS, Bac technologique, BEP et CAP Hôtellerie-restauration au lycée hôtelier de la Renaissance, Plateau-Caillou
  - BTS Tourisme au lycée Évariste de Parny, Plateau-Caillou
  - Le CENTHOR offre des formations en alternance
- État : ministre délégué au tourisme, Maison de la France, ODIT.
- Région :
  - Direction des Affaires Économiques: subventions aux organismes (IRT, MMM, offices, hôtels, restaurants, etc.)
  - Direction des TIC: projet de plate-forme d'information et réservation touristique, dit "Soubik"
- Île de la Réunion Tourisme (association loi de 1901 avec statut de CRT, essentiellement financée par la Région)qui a intégré le 1er octobre 2008 Maison de la Montagne et de la Mer (équivalent CDT avec un service de réservation de type SRLA qui avait, elle-même, déjà intégrée la Fédération régionale du tourisme de La Réunion[56].
- Agence de Développement
- Délégation régionale à l'artisanat, au commerce et au tourisme (DRACT)
- La commission Tourisme et loisirs de la chambre de commerce et d’industrie de la Réunion (CCIR)
- Offices de tourisme : À la Réunion, il s'agit le plus souvent d'associations loi de 1901, financées par les communes et la Région :
  - Office de Tourisme Intercommunal du Nord (OTI Nord), avec des antennes à Saint-Denis (Maison Carrère) et Sainte-Suzanne (phare de Bel Air) et qui couvre aussi Ste Marie.
  - Office de Tourisme Intercommunal du Sud (OTI Sud**) créé en décembre 2007 par la CIVIS avec des antennes à Cilaos, Saint-Pierre, l’Étang Salé et qui couvre également Saint Louis et Petite-Ile
  - Offices Municipaux de Tourisme de Saint-André créé en 1987, Saint-Benoît, le Tampon.
  - Maison du Tourisme du Sud Sauvage avec des antennes à Saint-Joseph, Saint-Philippe.
  - Maison du tourisme de Salazie
  - Territoire de la Côte Ouest (TCO) et Offices de tourisme de St Paul, St Leu, la Possession, Entre-Deux** créé en 1998...
  - 1 régie communale : le point d'information de Bras Panon
  - CIREST qui, par délibération du 3 novembre 2009, a décidé de mettre un œuvre un office de tourisme intercommunal.
- Association Vacances et Innovations Touristiques (association loi de 1901) proposant différentes activités pour apprendre ou découvrir la culture et le patrimoine réunionnais.

### Transports
Au niveau des transports aériens extérieurs, le marché se partage entre des compagnies basées en métropole, Air France et Corsairfly, et des compagnies implantées dans l'océan Indien, Air Mauritius et Air Austral. 30 vols hebdomadaires relient l'Europe à la Réunion. Situé près de Saint-Denis, dans le nord de l'île, l'aéroport Roland Garros accueille les gros porteurs. Dans le sud, à Saint-Pierre, l'aéroport de Pierrefonds accueille les courts et moyens courriers. Des vols en avion de tourisme ou en hélicoptère permettent de découvrir l'île à vol d'oiseau, à des tarifs qui restent dissuasifs pour les petits budgets.
Les transports maritimes jouent un rôle peu important dans le tourisme. Il existe des croisières à destination de l'océan Indien qui font de brèves escales à la Réunion (transocéanique océan Indien, transocéanique d'Afrique), ainsi qu'une petite flotte basée sur l'île qui organise des excursions le long des côtes. La compagnie maritime italienne Costa envisage à partir de décembre 2008 des croisières dans l'océan Indien au départ de la Réunion.
En 2005, le tourisme concernait 35 PME actives dans le domaine du transport (aérien, maritime et routier de voyageurs) sur l'île, employant plus de 2 000 personnes.

### Hébergement et restauration

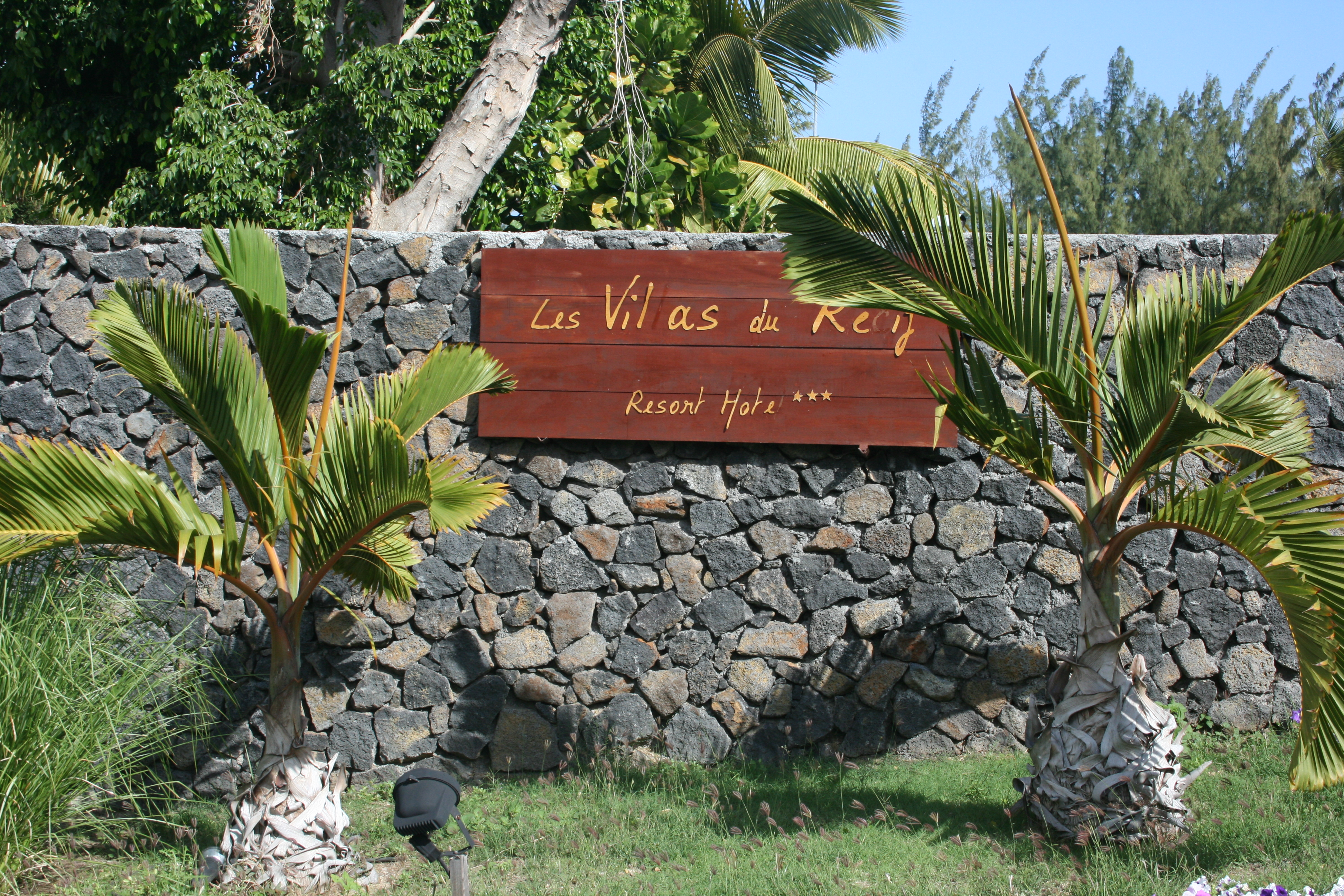
Une plaque à l'entrée des Villas du Récif, un établissement hôtelier de Saint-Gilles les Bains.

Les chiffres de l'Insee montrent que les visiteurs sont très majoritairement reçus par la famille ou les amis. En seconde position viennent les hôtels, fréquentés par les touristes d'agrément. Très faiblement développé avant les années 1990, le secteur de l'hôtellerie a clairement bénéficié de l'essor du tourisme. L'hébergement se partage entre hôtels (tourisme « bleu » balnéaire) le long du littoral et gîtes ou meublés de tourisme dans l'intérieur (tourisme « vert »).

### Loisirs

#### Patrimoine naturel et culturel
- Patrimoine naturel
- Les édifices religieux
- Musées, éco-musées et sites patrimoniaux

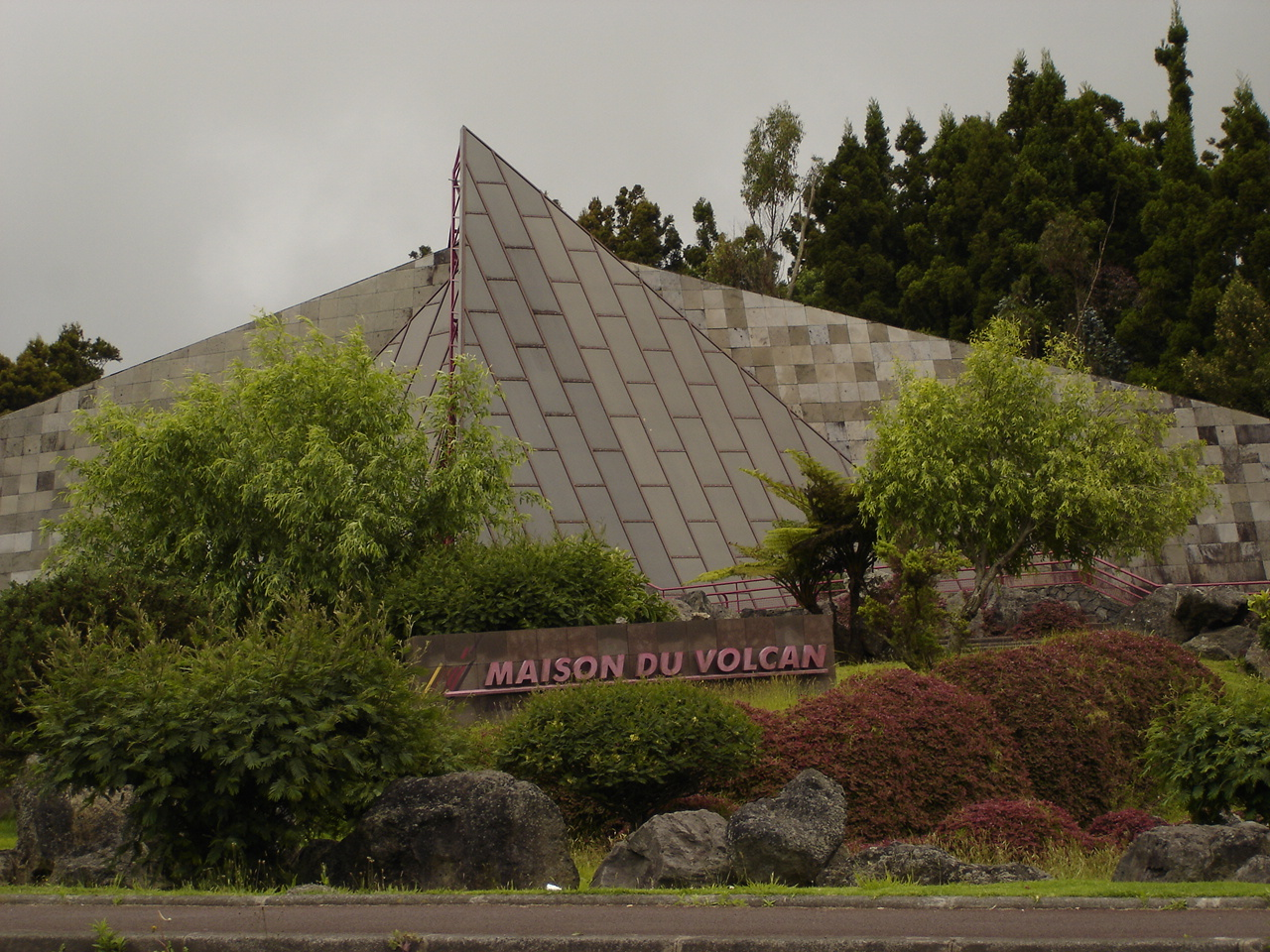
L'architecture extérieure de la maison du Volcan.

- - Maison de la Bière Dodo à Saint-Denis
  - Maison du Volcan à Bourg-Murat
  - Musée Léon-Dierx à Saint-Denis
  - Muséum d'histoire naturelle de La Réunion à Saint-Denis
  - Stella Matutina à Saint-Leu
  - Musée du peuplement à Cilaos
  - Salines et Musée du sel de Saint-Leu
  - Aquarium de la Réunion à Saint-Gilles les Bains
  - Cimetière marin de Saint-Paul à Saint-Paul
  - Phare de Sainte-Suzanne à Sainte-Suzanne
  - Conservatoire des tortues marines à Saint-Leu
- Les Parcs et jardins

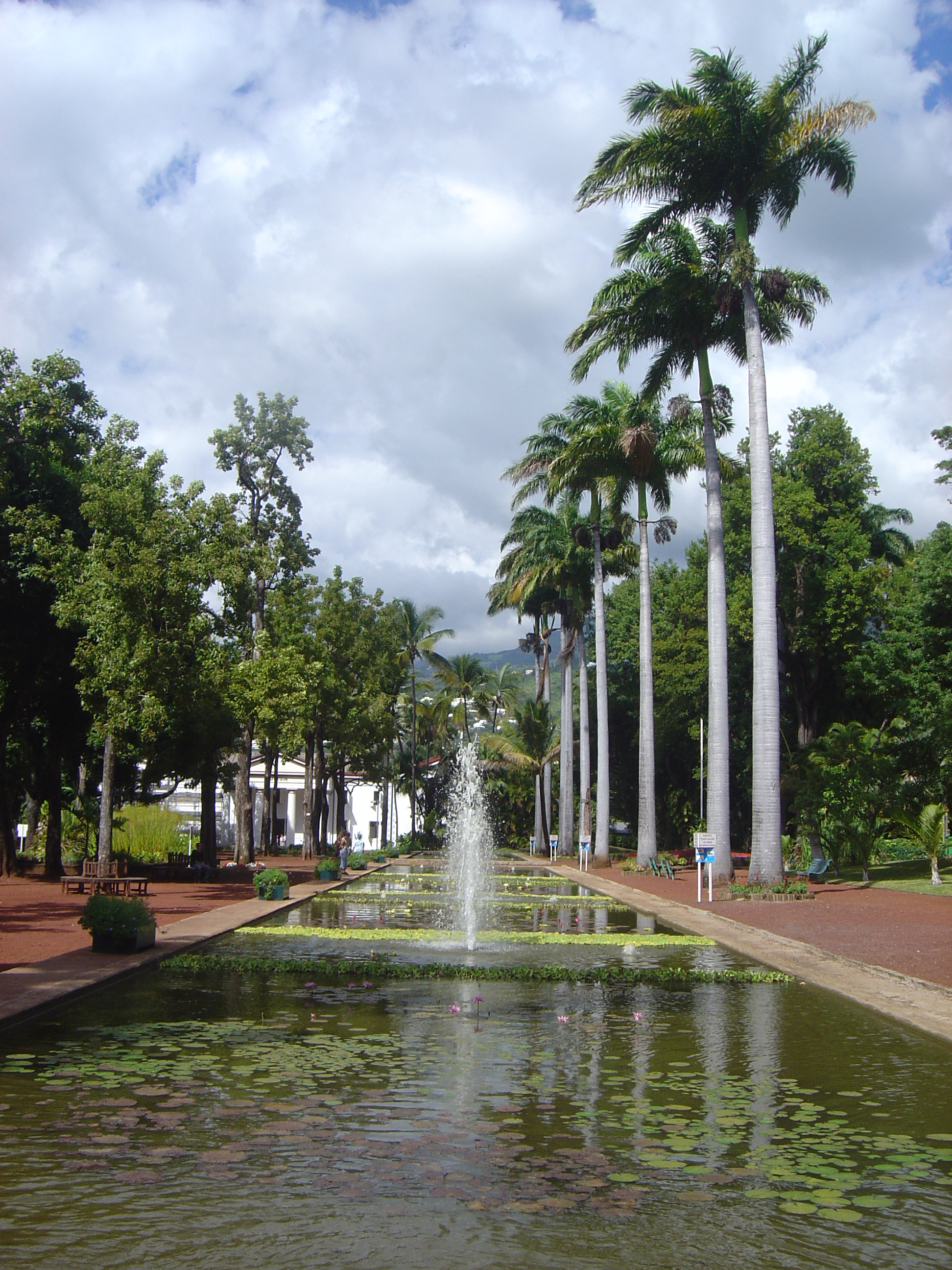
Bassin dans le jardin de l'État, jardin botanique à Saint-Denis.

La Réunion possède une flore riche dont une partie est endémique.
- Le Domaine du Grand Hazier à Sainte-Suzanne.
  - Jardin de l'État à Saint-Denis.
  - Jardin de Cendrillon à La Montagne.
  - Jardin d'Eden à Saint-Gilles les Bains
  - Conservatoire botanique de Mascarin à Saint-Leu.
  - Jardin naturel à Saint-Leu.
  - Jardin Exotica à Pierrefonds.
  - Le vieux domaine à la Ravine des Cabris.
  - Maison du Curcuma à Saint-Joseph.
  - Jardin des parfums et des épices à Saint-Philippe.
  - Bananaland à Piton Sainte-Rose
  - Maison Folio à Hell-Bourg
  - Coopérative de Vanille à Bras-Panon
  - Maison de la Vanille à Saint-André
  - Les sentiers botaniques (Plaine des Palmistes)

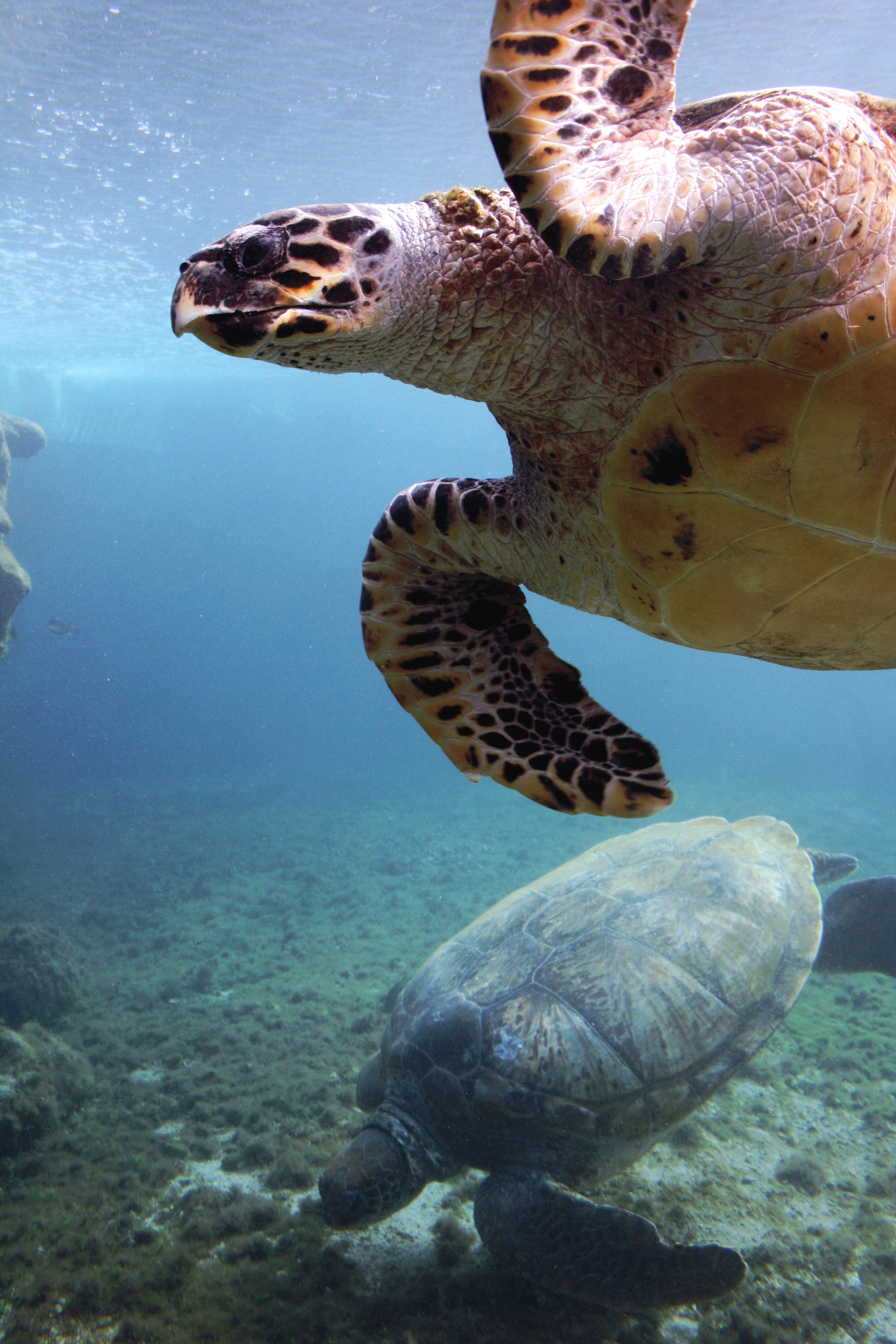
Des tortues marines à Kélonia, un aquarium public de Saint-Leu.

  - La Forêt Dugain

#### Tourisme sportif
- Canyoning

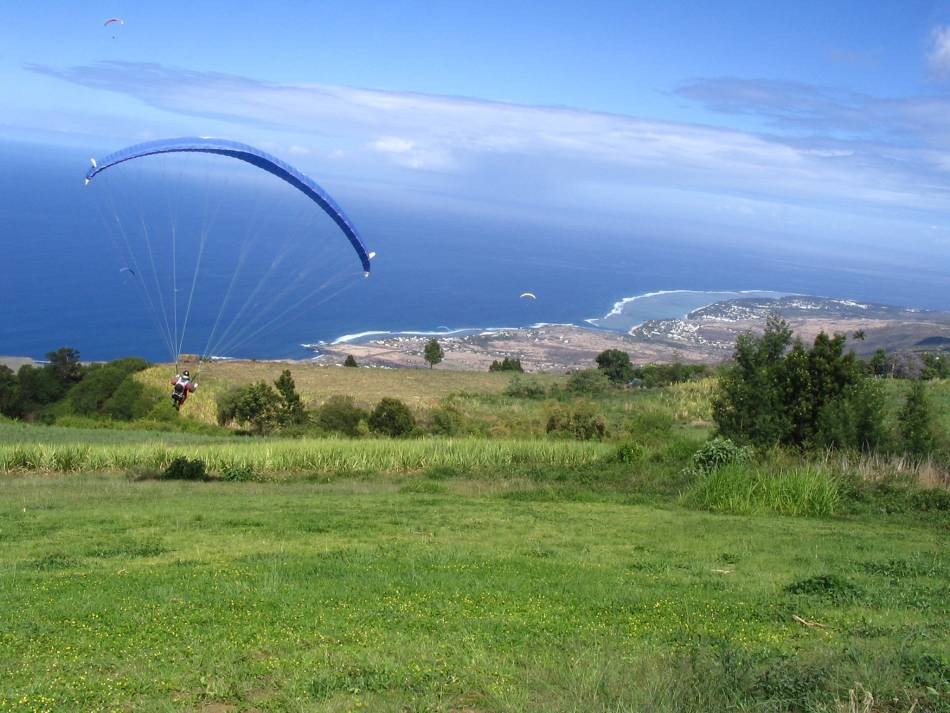
Parapentiste dans les Hauts de Saint-Leu.

Cette île jeune aux dénivelés accentués, à la pluviométrie remarquable, où l’eau dévale de toutes parts les pentes abruptes, offre une multiplicité de parcours de tous les niveaux, allant jusqu'à "ABO" ou "abominablement difficile" pour le Trou de Fer[réf. nécessaire]. On trouve différents parcours de descente à Cilaos et Salazie, ainsi qu'à, la rivière des Roches.
- Parapente

Les reliefs et une météo très favorable permettent de voler plus de 300 jours de vol par an et d'apprécier les paysages[réf. nécessaire]. |L’ouest de l'île comporte 3 sites de décollage (Saint-Leu, Bellemène et Dos d'Âne).[réf. souhaitée]
Des compétitions (coupe de France, Coupes du monde..) sont régulièrement organisées à St Leu.
- Plongée sous-marine

Les sites sont variés et propices à l’initiation comme à l’exploration profonde, pour découvrir coraux et poissons colorés (perroquets, anges, trompettes, clowns, etc.).[réf. nécessaire] Les clubs de plongée sont nombreux sur la marina de Saint-Gilles les Bains et à Saint-Leu.
- Randonnée pédestre

- Randonnée équestre à La Réunion
- Surf

La côte ouest de La Réunion offre un choix de spots de qualité pour surfeurs de tous niveaux, dont la « gauche de Saint-Leu », classée parmi les trois meilleures vagues du monde.[réf. nécessaire]
- Vélo tout terrain

#### Tourisme balnéaire

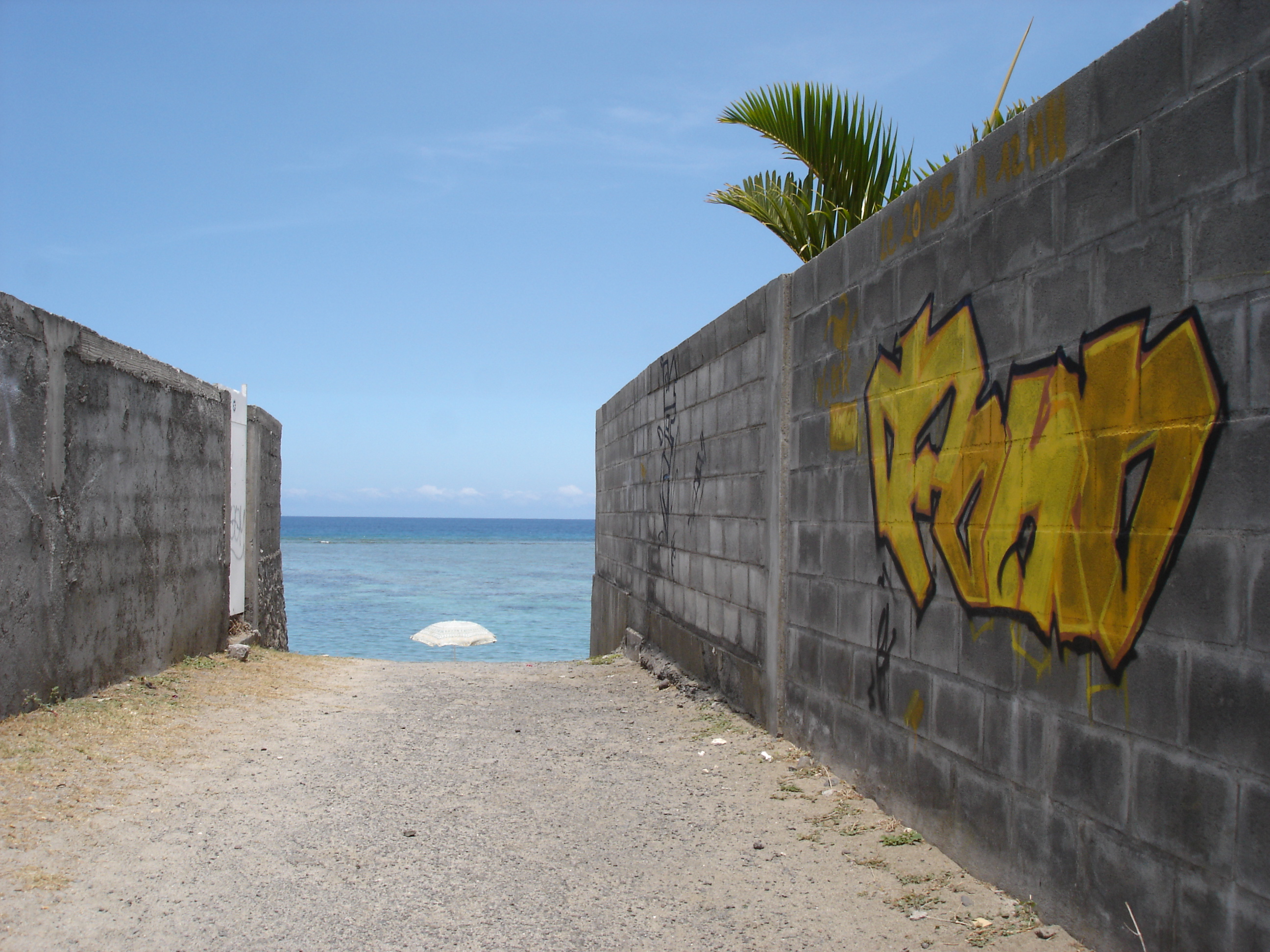
Accès à une plage de Saint-Leu.

En 2007 les eaux de baignades surveillées par le ministère de la santé ont été notées de bonne qualité. En 2006 aussi, à l'exception des plages de Boucan-Canot et Saint-Pierre ou les prélèvements faits ont montré des eaux de qualité moyenne. La plage de St Leu et celles de St Paul figurent au Pavillon Bleu 2007/2008